# Neuseen Classics
La Neuseen Classics-Rund um die Braunkohle era una corsa in linea di ciclismo su strada maschile svoltasi con cadenza annuale nella città di Lipsia, in Germania, dal 2004 al 2012. Dal 2005 al 2012 fu inserita nel calendario dell'UCI Europe Tour come prova di classe 1.1.

## Albo d'oro
Aggiornato all'edizione 2012.
| Anno | Vincitore         | Secondo                | Terzo             |
| ---- | ----------------- | ---------------------- | ----------------- |
| 2004 | Lars Wackernagel  | Tilo Schüler           | Eric Baumann      |
| 2005 | Marek Maciejewski | Christoph Meschenmoser | Maxim Rudenko     |
| 2006 | Danilo Hondo      | Krzysztof Jeżowski     | Tomasz Lisowicz   |
| 2007 | Denis Flahaut     | Steffen Radochla       | Javier Benítez    |
| 2008 | Steffen Radochla  | Olaf Pollack           | Eric Baumann      |
| 2009 | André Greipel     | Heinrich Haussler      | Sebastian Siedler |
| 2010 | Roger Kluge       | Steffen Radochla       | Enrico Peruffo    |
| 2011 | André Schulze     | Steffen Radochla       | Enrico Montanari  |
| 2012 | André Schulze     | Sébastien Chavanel     | Robert Förster    |